# 帕特基亞
30°03′S 66°53′W / 30.050°S 66.883°W

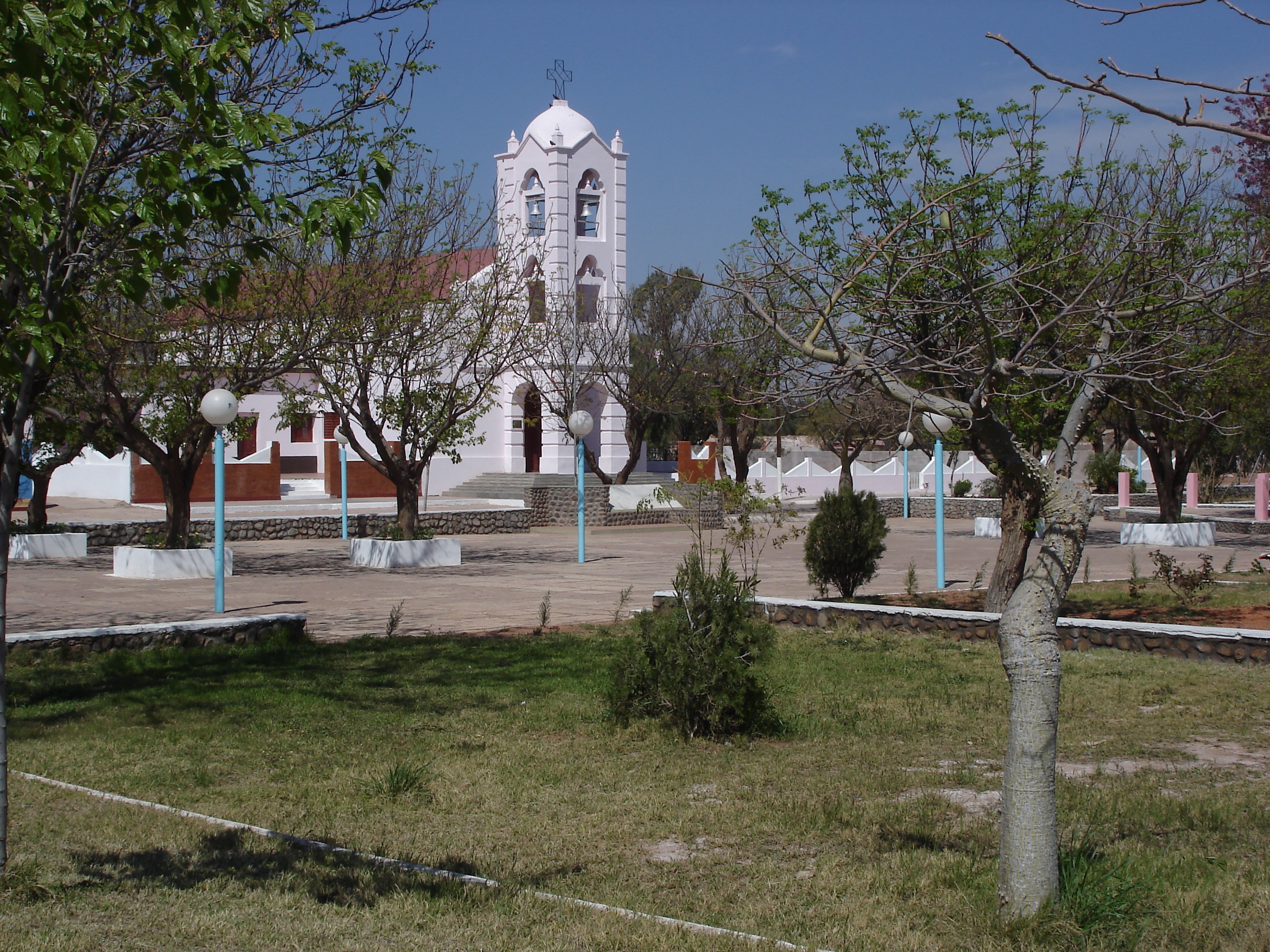
帕特基亞

帕特基亞（西班牙語：Patquía），是阿根廷的城鎮，位於該國西北部拉里奧哈省，是獨立縣的首府，該地區的地震活動頻繁和低強度，海拔高度417米，2010年人口1,808。